# Charles-François La Bonde d’Iberville
Charles-François La Bonde d’Iberville (sieur d’Iberville)(ur. 1653, zm. 1723) –  francuski dyplomata.
W latach 1698–1702 był francuskim przedstawicielem w trzech kościelnych elektoratach niemieckich (Trewir, Moguncja, Kolonia), a także w Księstwie Würzburga. W latach 1706–1709 był francuskim wysłannikiem do Genui, a od 1713 do 1717 w Londynie.